# 水原ゆき (歌手)
水原 ゆき（みずはら ゆき、1977年3月 - ）は、日本の歌手・タレント。
本名・旧芸名は原田 幸美（はらだ ゆきみ）。 福島県双葉郡浪江町出身。しろくまプロジェクト事務局所属。

## 来歴
母が芸能好きだったこともあり、小学校低学年から民謡教室に通い、のちに演歌を習う。中学・高校時代には、アマチュア歌謡コンクールやテレビのカラオケ番組で賞を総なめするほどに成長。
母が叶えられなかったプロ歌手の夢を自身が果たすべく高校卒業後に上京し、作曲家・上野たけしのレッスンを受ける。歌手として成功することの難しさも自覚しており、並行して動物専門学校にも入校。学業と両立させ、20歳で歌手デビュー。
NHK教育テレビで子供番組まちかどド・レ・ミの歌のお姉さんに抜擢されるなど活躍するも、ボーカリストとしての方向性に悩み、30歳でJ-POPに転向。同時に芸名を本名の「原田幸美」から「水原ゆき」に替える。
ラジオ番組のパーソナリティーやミニライブなどを順調にこなしていたが、2011年3月の東日本大震災にて浪江町の実家が被災し、ライブ機材も失う。故郷の惨状や家族支援と芸能活動との狭間で「歌ってなんていられない」という気持ちになり1年余り休業する。
2012年、所属事務所が「歌で福島復興支援委員会」を立ち上げ、被災地に軸足を置いた芸能活動を再開。仮設住宅や高齢者施設でのミニライブなどを精力的に行っている。

### 略歴

#### 学生時代
- 1988/11　第1回「TUFちびっこカラオケ大会」（テレビユー福島）　最優秀賞
- 1993/11/23　第4回「全日本カラオケ王座決定戦」（レオプロダクション主催・ヤクルトホール）　審査員奨励賞
- 1994/11/13　第5回「全日本カラオケ王座決定戦」（レオプロダクション主催・ヤクルトホール）　審査員特別賞
- 1995/11　第11回「日本大衆音楽祭」（NPO法人日本大衆音楽協会主催・東京厚生年金会館大ホール）　協会最優秀賞
- 1996/4　第10回「RFO桜祭りカラオケ大会」（ラジオ福島主催）　優勝

師と仰ぐ弦哲也氏が審査員を務める「FTVカラオケのど自慢」（福島テレビ）でも優勝。（OA年月日不明）
その他、多数のアマチュア大会で賞を獲得。

#### 「原田幸美」時代
- 1997/5/21　日本コロムビアより「夢酔い酒」「じんせい鳥」でデビュー。

CDとカセットテープで販売され、販促用テレホンカード（ピンク色の着物を着て佇んでいる）も製作されている。
- 1998　日本テレビ「スーパーJOCKEY」にゲスト出演。「ペットボトル歌唱法」[3]を披露。
- 1998/4～1999/3　NHK教育テレビ「まちかどド・レ・ミ」レギュラー出演。本の中に住んでいる妖精サラ役
- 1998/7/29　前記番組内で歌った歌がCD化される。「まちかどド・レ・ミ～よろしくマカレナ～」（EMIミュージック・ジャパン）
- 2000/4　ジャズダンスとボーカルのレッスンを受けるため、音楽制作会社ビーイング（東京都港区）に通う。

ビーイングのグループ会社に所属するB'z稲葉浩志のプロモーションビデオ「AKATSUKI」に出演。
この頃から、ボーカリストとしての方向性に悩み始める。
- 2004　周囲の反対を押し切り、J-POPに転身することを決意。

ボーカルのレッスンを基礎から修正。幼い頃から積み重ねてきた経験則と葛藤し、初めて挫折感を味わう。

#### 「水原ゆき」時代
- 2007/12/12　CD「ひとり想い」「あなたと」「サンバ・ありがとう」をリリース。（Jam Records）
- 2008/4　所属事務所を移籍。音楽事務所Arcbit System内に「水原ゆき　しろくまプロジェクト事務局」を立ち上げる。
- 2009/4～2010/3　鎌倉エフエム「ムッシュタケウチショー」にて、アシスタントを務める。
- 2009/8/4　「八重垣神社祇園祭」（千葉県匝瑳市）にて、山車の上での演芸奉納（歌唱）とステージショー。千葉テレビでの放映あり。
- 2009/9/21　「第6回江の島音楽祭」（神奈川県藤沢市）にてステージショー。
- 2009/9　「ふくろ祭り」（東京都豊島区）に出演。
- 2009/12　初の単独ライブ開催。「水原ゆき2009ありがとうLive inゆめはっと」（南相馬市民文化会館）
- 2010/9　「ふくろ祭り」（東京都豊島区）に出演。
- 2010/4～　鎌倉エフエム「水原ゆきの歌え！蓄音機ナイト」にて、メインパーソナリティーを務める。
- 2011/3/11　東日本大震災により実家が被災。
- 2011/8　震災の精神的ダメージ[4]により1年間の休業宣言。
- 2012/10　「浪江町チャリティー復興歌謡祭」にゲスト出演。ステージを歌いきる。
- 2012/12　しろくまプロジェクト事務局が「歌で福島復興支援委員会」を立ち上げ。
- 2013/6/9　CD「ふるさとふくしま」「福島音頭」を発売。（音楽社）[5]
- 2013/7　中合百貨店（福島市）のCMソング（リメイク版）のレコーディング。
- 2013/8/4　芝浦工業大学（東京都江東区）「豊洲ふれあい納涼祭」ゲスト出演。
- 2013/8/31　福島テレビにて、仮設住宅でのミニコンサート風景とインタビューがオンエアされる。
- 2013/10～　FM mot.com（福島県本宮市）「水原ゆきのザ・ベスト蓄音機」メインパーソナリティー。
- 2014/4～2015/3　おだがいさまFM（福島県郡山市）「おだがいさわやかモーニング」パーソナリティー。
- 2014/4/12　「なみえ復興祭2014春」（福島県相馬市）ミニコンサート。
- 2014/5/14　喜多方シティエフエム（福島県喜多方市）「街角ターミナル」ゲスト出演。
- 2014/6/17　いわき市民コミュニティ放送（福島県いわき市）「とびベティのヨーソローアタック！」ゲスト出演。
- 2014/8/15　「第8回本宮市夏まつり」ミニコンサート。
- 2014/8/28　CD「本宮讃歌」を発売。（音楽社）
- 2015/3/3　ラジオ福島「かっとびワイド」ゲスト出演。
- 2015/3/11　「3.11祈りと感謝の集い」（取手市民会館）コンサート。
- 2015/4～　おだがいさまFM「ゆきと蓄音機で、は・ひ・ふ・へ・ほ」パーソナリティー。
- 2015/11/9　エフエム会津「ふくしま未来館」ゲスト出演。
- 2015/11/27　「楢葉町まちめぐりバスツアー」にて歌謡ショー。
- 2016/3/12　「第5回なみえ3.11復興の集い」（二本松市安達文化ホール）コンサート。
- 2016/4/16　「本宮市しらさわ桜まつり」にてミニコンサート。
- 2016/9/17　「天神岬祭」（福島県双葉郡楢葉町）歌謡ショー。
- 2017/3/12　「第6回復興祈念祭」（福島県石川郡平田村）ミニライブ。

## 人物
同郷福島県出身の作曲家・弦哲也を師と仰ぐ。
趣味は、料理（和食・イタリアン・フレンチ・エスニック・コリアン）・運動（ジャズダンス・ランニング・サイクリング・散歩・山菜採り）・カラオケ（ジャンル問わず）・晩酌。
好きなお酒は、日本酒（辛口）・ワイン（カベルネ・ソーヴィニヨン種のイタリア産）・麦焼酎。